# Moravec (okres Žďár nad Sázavou)
Moravec (německy Morawetz) je obec v okrese Žďár nad Sázavou v Kraji Vysočina. Žije zde 678 obyvatel.

## Název
Jako jméno vesnice slouží osobní jméno Moravec. Jde o jeden z mála případů pojmenování osady jménem osoby bez jakéhokoli odvození a úpravy (podobně lze jmenovat z Moravy ještě Šišmu, Šach, Myslík a Štípu, místní jména zakončená na -ec totožná s osobními jmény se jinak vyskytují jen v Čechách, např. Radvanec, Topělec, zaniklý Nedbalec a další).

## Historie
První písemná zmínka o obci pochází z roku 1374 (in villa Morawczie), kdy byla zmíněna zdejší tvrz, která byla v 1. polovině 17. století nahrazena pozdně renesančním zámkem.
V roce 1879 nechala manželka saského korunního prince a pozdějšího krále Alberta I. (1873 – 1902) ve vsi zřídit starobinec s názvem Louisin dům – k uctění památky své matky Luisy, princezny Vasa, která byla v letech 1842 až 1858 majitelkou zdejšího panství. Později zde vznikl charitní domov pro kněží, řeholníky, řeholnice a další osoby.

## Obyvatelstvo
| Rok            | 1869 | 1880 | 1890 | 1900 | 1910 | 1921 | 1930 | 1950 | 1961 | 1970 | 1980 | 1991 | 2001 | 2011 | 2021 |
| -------------- | ---- | ---- | ---- | ---- | ---- | ---- | ---- | ---- | ---- | ---- | ---- | ---- | ---- | ---- | ---- |
| Počet obyvatel | 372  | 387  | 411  | 471  | 501  | 522  | 503  | 480  | 648  | 606  | 597  | 617  | 578  | 602  | 650  |
| Počet domů     | 32   | 32   | 36   | 45   | 57   | 61   | 72   | 95   | 89   | 125  | 138  | 150  | 177  | 185  | 212  |

## Obecní správa
V letech 1961–1990 k obci patřil Pikárec.

### Obecní symboly
Znak a vlajka byly obci uděleny rozhodnutím předsedy Poslanecké sněmovny Parlamentu České republiky dne 27. února 2004.

## Školství
- Základní škola a Mateřská škola Moravec

## Pamětihodnosti
- Zámek Moravec s kostelem Nalezení svatého Kříže a se zámeckým parkem[16]
- Barokní sýpka[17]

## Galerie

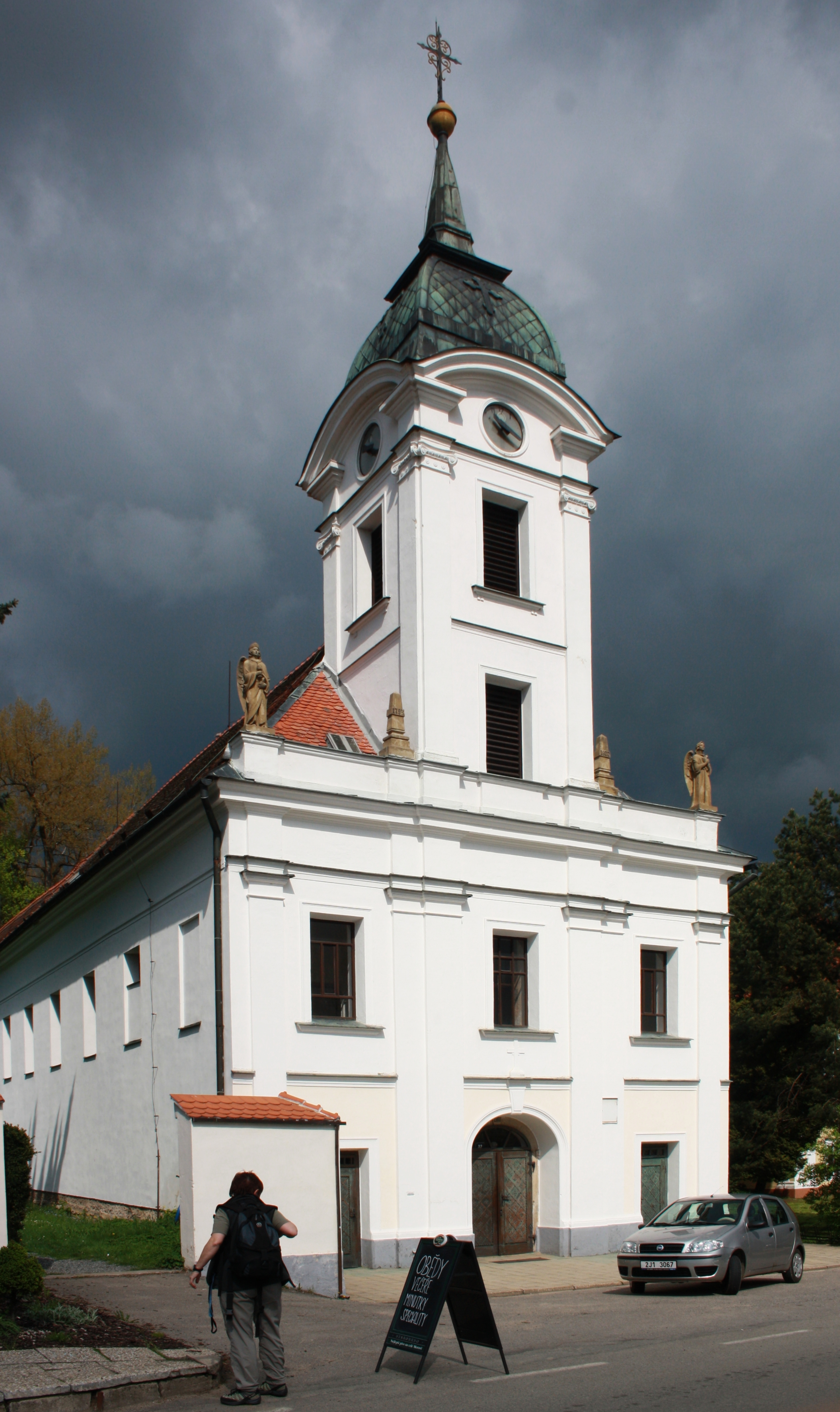
Kostel Nalezení a Povýšení svatého Kříže
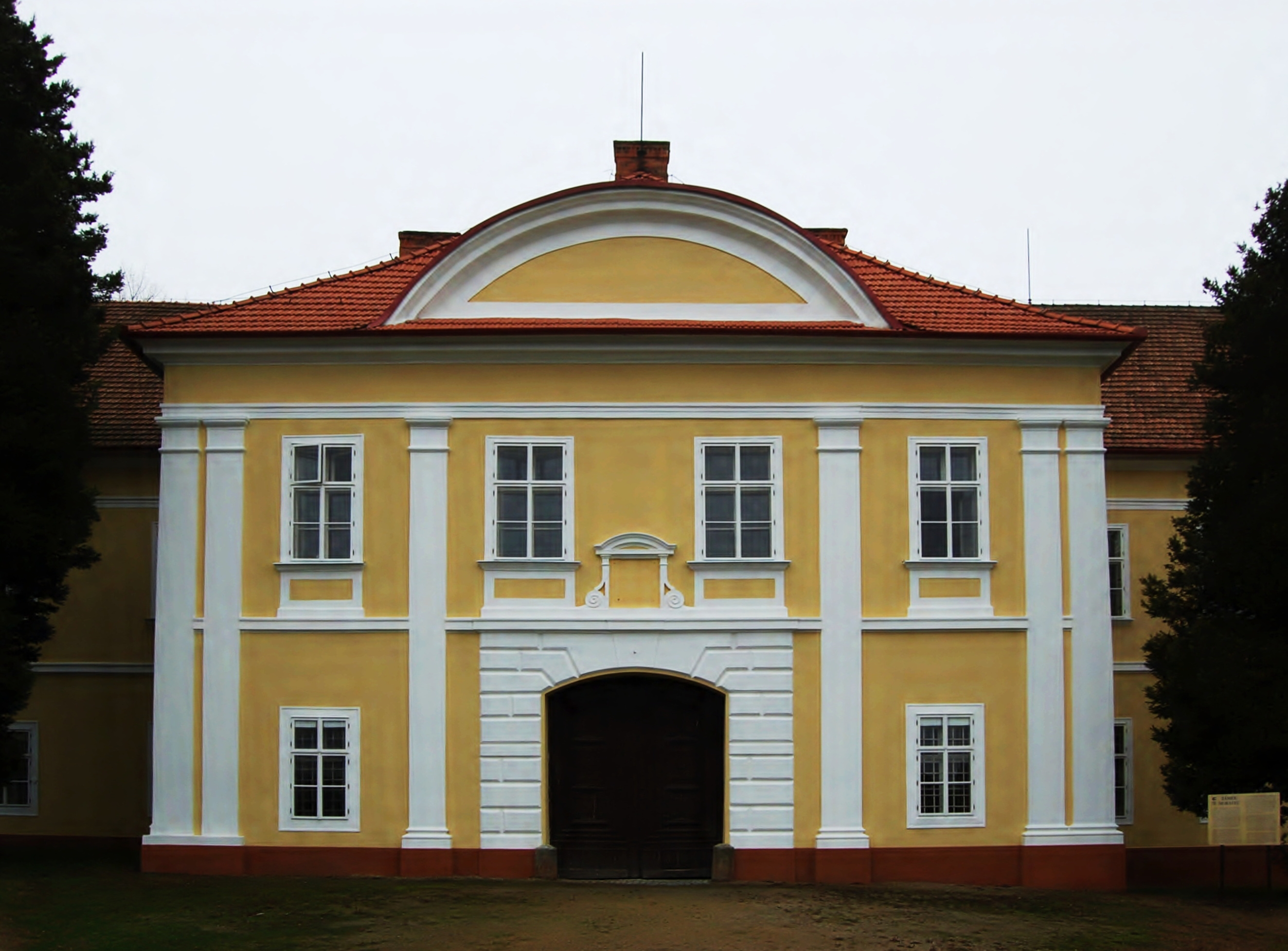
Zámek
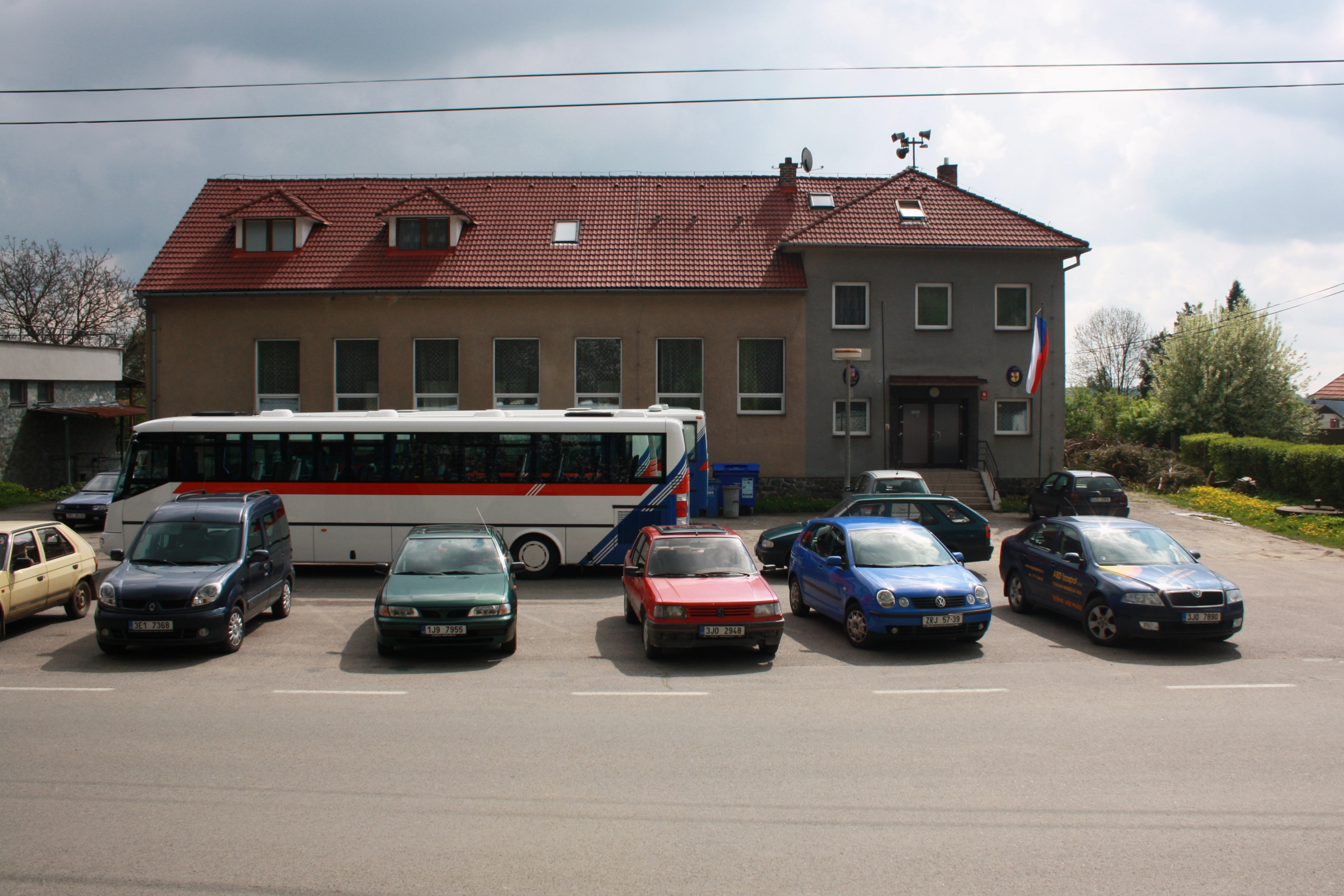
Obecní úřad
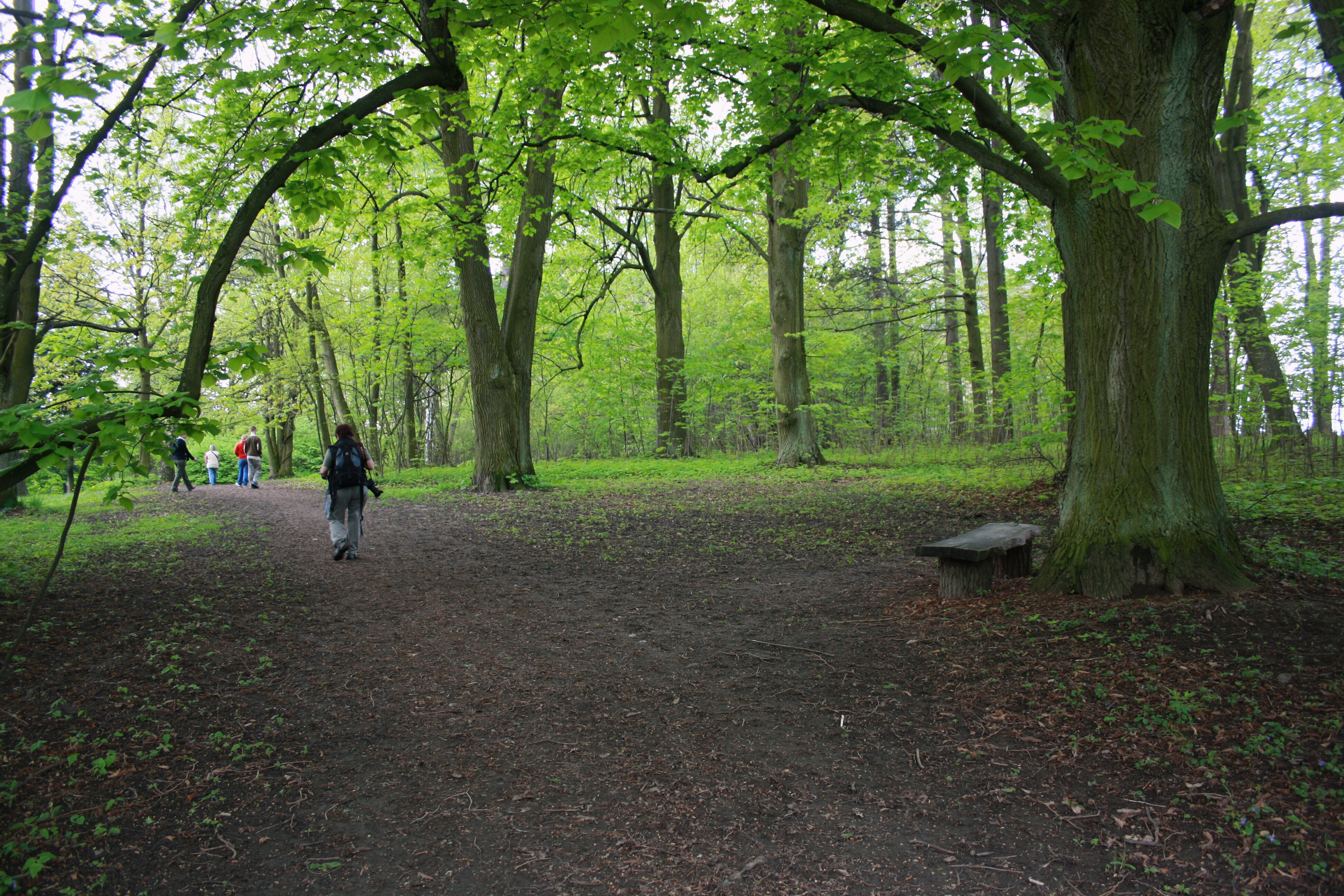
Zámecký park